# Roberto Gualtieri
Roberto Gualtieri (ur. 19 lipca 1966 w Rzymie) – włoski polityk, historyk, nauczyciel akademicki, poseł do Parlamentu Europejskiego VII, VIII i IX kadencji, deputowany krajowy, w latach 2019–2021 minister gospodarki i finansów, od 2021 burmistrz Rzymu.

## Życiorys
Z wykształcenia historyk; został nauczycielem akademickim na Uniwersytecie Rzymskim – La Sapienza. Specjalizował się w historii XX wieku, a także w procesie integracji europejskiej. Wydał kilka książek poświęconych głównie Unii Europejskiej i włoskiej lewicy. Objął funkcję wiceprezesa fundacji Fondazione Istituto Gramsci. Został koordynatorem w fundacji Fondazione Italianieuropei.
Od 2001 należał do Demokratów Lewicy. Należał do inicjatorów zjednoczenia włoskich partii lewicy i centrum, wchodził w skład komisji „mędrców” powołanej przez Romano Prodiego, która napisała manifest nowego ugrupowania, powstałej w 2007 Partii Demokratycznej.
W wyborach w 2009 z listy PD uzyskał mandat posła do Parlamentu Europejskiego VII kadencji. Przystąpił do grupy Postępowego Sojuszu Socjalistów i Demokratów, Komisji Spraw Konstytucyjnych oraz Podkomisji Bezpieczeństwa i Obrony. W 2014 z powodzeniem ubiegał się o europarlamentarną reelekcję. Mandat deputowanego utrzymał także w 2019 (dzięki decyzji Pietra Bartolo, który zdecydował się posłować z innego okręgu, zwalniając miejsce dla Roberta Gualtieriego).
5 września 2019 objął urząd ministra gospodarki i finansów w nowo powołanym drugim rządzie Giuseppe Contego. W marcu 2020 w wyborach uzupełniających uzyskał mandat posła do Izby Deputowanych. 13 lutego 2021 zakończył pełnienie funkcji ministra.
W październiku 2021 był kandydatem centrolewicy na urząd burmistrza Rzymu, został wybrany na to stanowisko w drugiej turze głosowania.

## Wybrane publikacje
- Togliatti e la politica estera italiana. Dalla Resistenza al Trattato di pace, Rzym 1995
- Introduzione alla storia contemporanea. L’Europa nel mondo del XX secolo, Rzym 2001
- Il Pci nell’Italia repubblicana, Rzym 2001
- L’8 settembre dei partiti, Rzym 2003
- De Gasperi e l’Europa, Rzym 2004
- L’Italia dal 1943 al 1992. Dc e Pci nella storia della Repubblica, Rzym 2006
- L’Unione europea e il governo della globalizzazione (wspólnie z Ferruccio Pastore), Bolonia 2008
- Una moderna democrazia europea. L’Italia e la sfida delle riforme istituzionali (współautor: Franco Bassanini), Florencja 2009